# 土釜
土釜（どかま/どがま）は、徳島県つるぎ町にある貞光川にかかる滝である。落差は7m。
徳島県指定天然記念物。とくしま88景、四国のみずべ八十八カ所、とくしま水紀行50選、にし阿波お勧めビューポイント100選選定。

## 地理
一宇峡を代表する名所で、貞光川の狭い峡谷の河床にできた釜状の甌穴。水流が4ヶ所の釜へ流れ込み特異な峡谷美をつくっている。滝壷が釜の形に似ていることからこの名前が付いた。
下流には二ノ釜・三ノ釜などの見どころもある。また近隣には貞光川の支流・鳴滝谷川の滝である鳴滝があり、どちらもとくしま88景や四国のみずべ八十八カ所などに選定されている。

## 交通
- JR徳島線「貞光駅」下車、コミュニティバス「土釜」下車、徒歩約2分。
- 徳島自動車道「美馬インターチェンジ」より車で約30分。